# Ian Marko Fog
Ian Marko Fog (* 5. Januar 1973 in Gentofte) ist ein dänischer Handballtrainer und ehemaliger Handballspieler.

## Spieler
Fog begann mit zehn Jahren das Handballspielen bei Virum-Sorgenfri HK, dem er bis 1997 treu blieb. Anschließend lief der Kreisspieler für den deutschen Bundesligisten VfL Gummersbach auf, den er nach vier Spielzeiten verließ. Seine nächste Spielerstation war die SG Hameln, die er noch im selben Jahr nach einem Fehlstart von zwei Punkten aus zwölf Partien verließ. Fortan war er bei BM Ciudad Real in der spanischen Liga ASOBAL aktiv.
Nachdem Fog 2002 mit Ciudad Real den Europapokal der Pokalsieger gewonnen hatte, kehrte er wieder nach Deutschland zurück. Nach zwei Jahren bei der HSG Nordhorn, warf er seine Tore wieder für Gummersbach. 2006 kehrte Fog in seine Heimat zurück und spielte beim Erstligisten Bjerringbro-Silkeborg. 2008 wechselte er zum Ligarivalen Nordsjælland Håndbold, für den er zwei Spielzeiten spielte.
Sein Länderspieldebüt in der dänischen Nationalmannschaft gab Fog am 7. Oktober 1993. Für die dänische Auswahl bestritt er 130 Länderspiele, in denen er 278 Treffer erzielte.

## Trainer
Im Jahr 2010 übernahm Fog das Traineramt des schwedischen Zweitligisten OV Helsingborg. Nach der Saison 2011/12 beendete er seine Trainertätigkeit bei OV Helsingborg. Ab der Saison 2013/14 trainierte er Nordsjælland Håndbold. Nordsjælland spielte in der Saison 2013/14 in der höchsten dänischen Spielklasse und stieg anschließend in die zweithöchste Spielklasse ab. Unter seiner Leitung schaffte Nordsjælland den direkten Wiederaufstieg. Nach der Saison 2015/16 stieg Nordsjælland wiederum ab. 2017 stieg Nordsjælland erneut unter seiner Leitung in die Håndboldligaen auf. Für seine Tätigkeit als Trainer wurde er in Dänemark als Handball-Trainer des Jahres 2018 ausgezeichnet. Im Sommer 2019 beendete er seine Tätigkeit bei Nordsjælland Håndbold. Ab dem Saisonbeginn 2020/21 bis Februar 2021 trainierte er den dänischen Zweitligisten Team Sydhavsøerne. Ab dem 1. Juli 2021 war Fog beim TMS Ringsted als Geschäftsführer tätig.
Im Juli 2023 übernahm er den Trainerposten beim dänischen Meister GOG. Bereits am 14. September 2023 wurde er aufgrund von unterschiedlichen Einstellungen von seinen Posten entbunden. Seit dem 1. Juli 2024 ist er beim dänischen Erstligisten Mors-Thy Håndbold als Geschäftsführer beschäftigt.